# 2022年大英國協運動會羽球比賽
2022年大英國協運動會羽球比赛為2022年大英國協運動會的其中一項競賽項目，共產生六面金牌；賽事於2022年7月29日至8月8日英格蘭伯明翰內的國家展覽中心舉行。

## 參賽資格（混合團體）
所有國家都可以任意分配運動員參加單打和雙打項目（最多各五名男女運動員）。此外，16個國家具有參加混合團體比賽的資格；每個國家必須至少有各兩名男女運動員參賽，參賽資格如下：
- 主辦方國家。
- 根據2022年2月1月，世界羽聯世界排名前14名的國家（東道主國家除外）。
- 一個未具有參賽資格但被英聯邦運動會聯合會或世界羽毛球聯合會邀請的國家。

| 參賽資格         | 日期         | 名額 | 具有資格的國家                                                                                                |
| ---------------- | ------------ | ---- | --- |
| 主辦方           | 不適用       | 1    | 英格兰 |
| 世界羽聯世界排名 | 2022年2月1日 | 14   | 印度 · 马来西亚 · 加拿大 · 新加坡 · 苏格兰 · 斯里蘭卡 · 模里西斯 · 南非 · 馬爾地夫 · 乌干达 · 牙买加 · 尚比亞 |
| 受邀參賽         | 2022年3月8日 | 1    | 巴基斯坦 |
| 總和             |              | 16   | |

## 參賽國家和地區
共有來自29個國家和地區的151名運動員參賽。
- （10）
- 巴巴多斯（4）
- 喀麦隆（2）
- 加拿大（8）
- 塞浦路斯（2）
- 英格兰（10）
- 福克兰群岛（9）
- 根西（4）
- （5）
- 印度（10）
- 马恩岛（1）
- 牙买加（4）
- （2）
- 马来西亚（10）
- 马尔代夫（6）
- 马耳他（2）
- 毛里求斯（8）
- 新西兰（2）
- 北爱尔兰（1）
- 巴基斯坦（4）
- （1）
- 苏格兰（9）
- （2）
- 新加坡（10）
- 南非（5）
- 斯里兰卡（6）
- 乌干达（8）
- 赞比亚（4）

## 獎牌統計

### 項目獎牌榜
| 項目              | 金牌 | 银牌 | 铜牌 |
| 混合團體 （詳細） | 马来西亚（MAS） · 陳炳橓 · 謝定峰 · 黃智勇 · 蘇偉譯 · 陳健銘 · 謝宜茜 · 吳堇溦 · 賴沛君 · 陳康樂 · 蒂娜·穆拉里塔兰 | 印度（IND） · 斯里坎特·基达姆比 · 萨维克赛拉吉·兰基雷迪 · 苏密特·雷迪 · 拉克什亞·森 · 奇拉格·谢提 · 崔莎·喬利 · 阿卡希·卡夏普 · 阿什维尼·蓬纳帕 · 普萊勒·蓋亞特里·戈比昌德 · 普萨拉·文卡塔·辛杜 | 新加坡（SGP） · 許永凱 · 郭俊良 · 駱建賢 · 駱建佑 · 鄭加恆 · Khan Insyirah · 金羽佳 · 陳薇涵 · 黃嘉盈 · 楊佳敏 |
| 男子單打 （詳細） | 印度（IND） · 拉克什亞·森                                                                                          | 马来西亚（MAS） · 黃智勇 | 印度（IND） · 斯里坎特·基达姆比                                                                                |
| 女子單打 （詳細） | 印度（IND） · 普萨拉·文卡塔·辛杜                                                                                   | 加拿大（CAN） · 李文珊 | 新加坡（SGP） · 楊佳敏                                                                                         |
| 男子雙打 （詳細） | 印度（IND） · 萨维克赛拉吉·兰基雷迪 · 奇拉格·谢提                                                                  | 英格兰（ENG） · 本·萊恩 · 肖恩·文迪 | 马来西亚（MAS） · 謝定峰 · 蘇偉譯                                                                              |
| 女子雙打 （詳細） | 马来西亚（MAS） · 陳康樂 · 蒂娜·穆拉里塔兰                                                                         | 英格兰（ENG） · 克洛伊·比尔切 · 劳伦·史密斯 | 印度（IND） · 崔莎·喬利 · 普萊勒·蓋亞特里·戈比昌德                                                             |
| 混合雙打 （詳細） | 新加坡（SGP） · 許永凱 · 陳薇涵                                                                                    | 英格兰（ENG） · 马库斯·埃利斯 · 劳伦·史密斯 | 马来西亚（MAS） · 陳健銘 · 賴沛君                                                                              |

### 國家/地區獎牌榜
*   主办国家/地区（英格兰）
| 排名              | 國家              | 金牌 | 銀牌 | 銅牌 | 总计 |
| ----------------- | ----------------- | ---- | ---- | ---- | ---- |
| 1                 | 印度（IND）       | 3    | 1    | 2    | 6    |
| 2                 | 马来西亚（MAS）   | 2    | 1    | 2    | 5    |
| 3                 | 新加坡（SGP）     | 1    | 0    | 2    | 3    |
| 4                 | 英格兰（ENG）*    | 0    | 3    | 0    | 3    |
| 5                 | 加拿大（CAN）     | 0    | 1    | 0    | 1    |
| 总计（共5个國家） | 总计（共5个國家） | 6    | 6    | 6    | 18   |